# Guyton (Géorgie)
Pour les articles homonymes, voir Guyton.
Guyton est une ville américaine située dans le comté d'Effingham, en Géorgie. Selon le recensement de 2020, sa population est de 2 289 habitants.